# The Driller Killer
The Driller Killer è un film horror del 1979 diretto e interpretato da Abel Ferrara.
Primo lungometraggio del regista dopo il porno 9 Lives of a Wet Pussy del 1976, il film segue la progressiva discesa nella follia di un pittore che inizia ad uccidere disadattati e senzatetto usando un trapano elettrico come arma.
The Driller Killer è entrato nel pubblico dominio ed è disponibile per il download o lo streaming gratuito.
Il titolo del film ha ispirato la band D-beat svedese Driller Killer.

## Trama
New York, fine anni settanta. Reno è un pittore squattrinato che condivide uno squallido appartamento con la compagna Carol e con l'amica Pamela. Le sue giornate scorrono nel Lower East Side di Manhattan, tra i senzatetto che si aggirano sempre ubriachi, la consueta violenza urbana e i debiti che lo assillano. L'unica speranza è il quadro che gli ha commissionato il gallerista omosessuale Dalton Briggs, la raffigurazione di un bisonte con il quale conta di fare un po' di soldi.

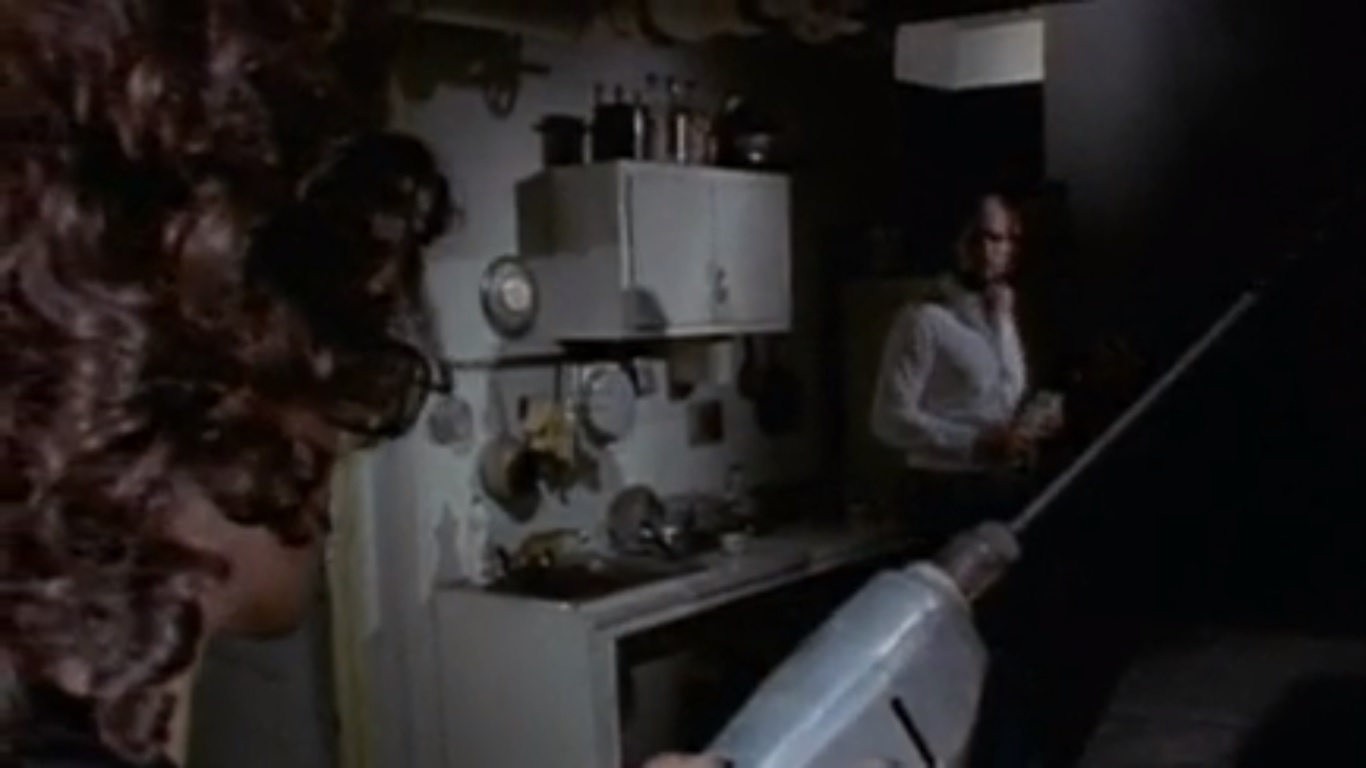
Reno Miller (Abel Ferrara) e Dalton Briggs (Harry Schultz).

La situazione si aggrava quando nell'appartamento accanto si trasferiscono i Roosters di Tony Coca-Cola, una punk band che adibisce l'abitazione a sala prove. Il rumore assordante, l'ansia del fallimento e il rapporto tormentato con Carol(che non disdegna il sesso con Pamela) fanno precipitare Reno nella pazzia, preannunciata da visioni sanguinarie che affiorano sempre più frequenti nella sua mente. Acquistato un alimentatore portatile, il pittore si trasforma in un serial killer che di notte uccide i barboni che affollano le strade a colpi di trapano.
Reno riesce nel frattempo a terminare il quadro del bisonte ma le sue speranze svaniscono quando Briggs ne rimane disgustato. Svanita l'illusione di una svolta economica, Carol lo abbandona per tornare dall'ex marito Steven. La sera stessa Reno telefona a Briggs e lo invita nel suo appartamento fingendo un appuntamento a fini sessuali. Al suo arrivo Reno lo uccide con un colpo di trapano, dopodiché riesce a rintracciare la nuova abitazione di Carol e ad uccidere Steven(prima viene mostrata un breve scena dove Pamela trova il cadavere di Briggs e viene afferrata da Reno alle spalle, ma non è chiaro se Reno la uccide o meno). Ignara dell'accaduto, Carol esce dalla doccia, entra in camera da letto, spegne la luce e si infila sotto le coperte, convinta che l'uomo di fianco a lei sia l'ex marito.

## Genesi e produzione
(Abel Ferrara)
Nell'estate del 1977, Abel Ferrara trascorreva le sue giornate con un gruppo di amici nel loft newyorkese di Douglas Anthony Metrov, pittore underground che vi abitava insieme a due ragazze. Fu in questo periodo che insieme allo sceneggiatore Nicodemo Oliverio, con il quale aveva appena girato il film pornografico Nine Lives of a Wet Pussy e che avrebbe continuato a lavorare con lui fino al 1996 (con lo pseudonimo Nicholas St. John), ebbe l'idea di realizzare un documentario su Metrov e sul quartiere in cui si svolgeva la sua vita. In breve tempo l'idea del documentario fu abbandonata ma fornì lo spunto per un film che stava cominciando a prendere forma nell'immaginazione di Ferrara, alimentato anche dai racconti dell'amico e fotografo James Lemmo:
(James Lemmo a proposito dell'origine del film)

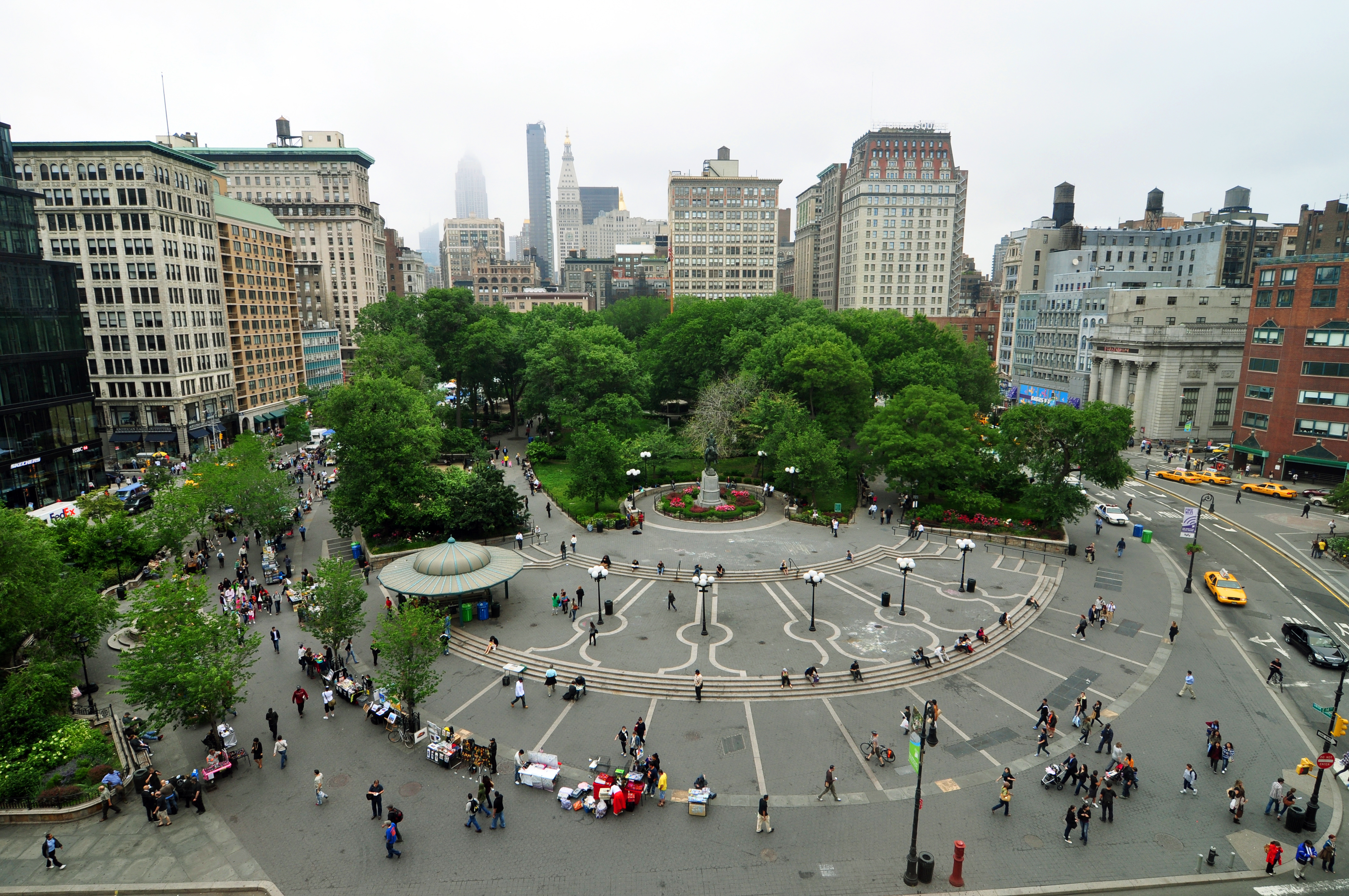
Union Square, Manhattan, una delle principali location del film.

Ottenuti i finanziamenti, le riprese iniziarono alla fine del 1977. Gli interni vennero girati nell'appartamento di Ferrara e le scene in esterna ambientate tra Union Square e la 17ª Strada e nei locali della scena punk rock di New York, tra cui il Max's Kansas City che si vede nelle prime inquadrature del film durante la fuga dalla chiesa di Reno e Carol. Furono utilizzate anche sequenze che erano state girate per il previsto documentario su Metrov e che riprendevano la vita quotidiana dei senzatetto del Lower East Side di Manhattan.
James Lemmo si occupò della fotografia mentre Ferrara decise di interpretare lui stesso il protagonista Reno Miller, anche perché i fondi a disposizione e i tempi delle riprese che si allungavano non avrebbero consentito di pagare un attore professionista. Tra gli altri attori, oltre a Metrov nel ruolo di Tony Coca-Cola, vennero coinvolti amici e conoscenti come Carolyn Marz, fidanzata di quest'ultimo nella parte di Carol, la spogliarellista Baybi Day nel ruolo di Pamela e il cornettista jazz Butch Morris che interpreta il barbone che Reno sveglia di notte. Gli unici attori professionisti risultano essere James O'Hara, fratello dell'attrice Maureen O'Hara nel ruolo del vecchio che incontra Reno in chiesa nella sequenza iniziale, e Stephen Singer che interpreta un altro dei barboni. Inoltre, secondo quanto affermato da Ferrara, l'uomo di colore che pulisce il vetro del taxi all'inizio del film sarebbe Bruce Willis.
Finiti i soldi, le riprese si interruppero per sei mesi fino alla tarda primavera del 1978, quando il film venne acquistato dal produttore Arthur Weisberg che finanziò la parte mancante. A James Lemmo subentrò Ken Kelsch, che risulta accreditato come direttore della fotografia. Costato poco più di 70.000 dollari, dopo circa due anni di attesa il film venne ultimato e il 15 giugno 1979 uscì in una ventina di sale, anche fuori New York.

## Crediti
Abel Ferrara è accreditato con il nome Jimmy Laine sia come attore sia come autore del montaggio (insieme a Orlando Gallini e Bonnie e Michael Constant). Joe Delia, autore delle musiche, è accreditato come Joseph Delia, mentre lo sceneggiatore Nicholas St. John, al secolo Nicodemo Oliverio, e il fotografo James Lemmo sono accreditati rispettivamente come N.G. St. John e Jimmy Spears, quest'ultimo indicato nei titoli di coda anche come "ispiratore".
Douglas Anthony Metrov è accreditato addirittura con tre nomi diversi in qualità di attore, nel ruolo di Tony Coca-Cola (Rodney Montréal), produttore associato (Douglas Anthony Metro) e autore dei quadri mostrati nel film (Douglas Metro).

## Distribuzione
Il film venne distribuito nelle sale cinematografiche statunitensi a partire dal 15 giugno 1979. In tempi più recenti è stato proiettato in Finlandia in occasione di due festival dedicati al cinema horror: il 28 ottobre 2001 al Night Visions di Helsinki e il 3 novembre 2002 durante l'Iik!! Horror Film Festival nel piccolo comune di Ii.

### Date di uscita
- USA (The Driller Killer) - 15 giugno 1979
- Messico (El asesino del taladro) - 14 dicembre 1984
- Giappone (ドリラー・キラー) - 10 marzo 1985

In Italia il film non è arrivato alle sale prima del 2015, prima era stato mandato in onda su Tele+ e distribuito in versione sottotitolata in DVD dalla Raro video

## Critica
Il sito Rotten Tomatoes riporta il 70% di recensioni professionali con un giudizio positivo, con un voto medio di 6 su 10.
Robert Firsching di AllMovie ha definito il film "oscuro e lunatico", paragonandolo a «una versione leggermente più elegante di Last House on Dead End Street, sebbene con la stessa atmosfera oppressivamente lugubre».
In genere la critica non è mai stata molto entusiasta del film, a partire dalla rivista Variety che il 31 dicembre 1978 lo definì «girato frettolosamente e tecnicamente maldestro sotto ogni aspetto». Gavin Smith di Film Comment parla di un film «astruso, sconnesso, minimalista, tagliato con l'accetta», mentre lo storico del cinema Tim Brayton lo ha definito "sciatto e agitato", aggiungendo che «per molti aspetti il film è rigido e mal costruito, per altri è così disperatamente sicuro della sua integrità artistica da risultare quasi divertente». Secondo il critico Nick Schager, «anche se la discesa di Reno nella follia omicida è visualizzata attraverso alcune bizzarre sequenze oniriche, l'abbondanza di significanti religiose e psico-sessuali non si fonde mai in qualcosa di coesivo e, come risultato, funziona soprattutto come poco più di utile sunto delle future tematiche del regista».
Ma c'è anche chi ha dato giudizi meno negativi e molti hanno elogiato soprattutto il ritratto che Ferrara dipinge della scena punk newyorkese di fine anni settanta, come Tim Brayton («come le migliori pellicole di exploitation degli anni settanta, questo film cattura qualcosa di importante e non filtrato sulle strade della città») o Fernando F. Croce di CinePassion, che ha definito la pellicola «il più intenso attacco alle aspettative del thriller da L'assassinio di un allibratore cinese e, insieme a New York Beat Movie, sicuramente la più vivida rappresentazione dell'epoca punk newyorkese in un film».
Uno degli aspetti spesso evidenziati di The Driller Killer è il fatto che abbia in realtà ben poco del film horror e che si avvicini più all'exploitation che ai generi splatter o slasher. «Le uccisioni sanguinolente nel film sono l'elemento meno importante», scrive Jeffrey M. Anderson su Combustible Celluloid, «si potrebbero eliminare e il film non cambierebbe granché. Sfortunatamente, ciò che rimane trasuda di ambizione artistica impacciata».

## Colonna sonora
Le musiche sono curate da Joe Delia, autore di una rivisitazione elettronica dell'Invenzione in si bemolle maggiore - Arioso di J.S. Bach, mentre Grand Street Stomp, eseguita nel film da Tony Coca-Cola and the Roosters, è stata scritta da Douglas Antony Metrov, Abel Ferrara e John Paul McIntyre.

## Censura nel Regno Unito
Nel Regno Unito il film uscì in VHS nel 1982 e appena un anno dopo "inaugurò" la lista dei video nasties, termine coniato dai comitati di censura cinematografica per indicare film ad alto contenuto di argomenti e immagini violente che venivano commercializzati nel mercato home video britannico.
La VIPCO (Video Instant Picture Company), compagnia specializzata nella distribuzione di film horror italiani e americani a basso costo per l'home video, fece pubblicare sulle riviste specializzate la pubblicità del video con le immagini esplicitamente violente della copertina e con la tagline "Ci sono quelli che uccidono violentemente". Come risultato, la Advertising Standards Agency fu sommersa di proteste e dal 1984, anno in cui entrarono in vigore le nuove leggi sulla censura del Video Recordings Act, The Driller Killer fu bandito nel Regno Unito.
In realtà la critica ha spesso sottolineato come il film non contenesse scene di violenza tali da giustificare un simile clamore e secondo il biografo Brad Stevens, il motivo del bando fu dovuto quasi esclusivamente alla copertina del video. In ogni caso il VHS rimase introvabile fino al 1999, quando tornò ad essere distribuito in versione tagliata e con il divieto per i minori di 18 anni.
Nel novembre 2002 la versione integrale fu infine approvata dalla BBFC.

## Il previsto remake del 2008
Nel 2008 era stato annunciato il remake di The Driller Killer da parte del regista e sceneggiatore Andrew Jones. La nuova versione, il cui titolo previsto era Driller Killer Redux, si sarebbe dovuta ambientata a Londra e avrebbe visto David Hess come protagonista. Il progetto si è però interrotto a causa del mancato accordo finanziario tra i produttori esecutivi e i detentori dei diritti del film originale.